# Emil Blomberg
Emil Blomberg, född 9 april 1992, är en svensk friidrottare (primärt hinderlöpare) tävlande för Hässelby SK. 

## Karriär
Vid junior-EM i Tallinn, Estland år 2011 deltog Emil Blomberg på 3 000 meter hinder där han tog sig vidare från försöken, men var tvungen att bryta loppet i finalen.
Blomberg tävlade på 3 000 meter hinder även vid U23-EM 2013 i Tammerfors men slogs återigen ut i försöken.
Vid Europamästerskapen i Amsterdam år 2016 deltog Blomberg på 3 000 meter hinder och tog sig till final där han hamnade på en tolfte plats.
Blomberg deltog på 3 000 meter hinder vid VM 2017 i London men bröt i försöken efter skadekänning. Han deltog även i nämnda gren vid OS i Tokyo 2021 men blev utslagen i försöken.

## Privat
Blomberg har ett förhållande med friidrottaren Lovisa Lindh.[källa behövs]

## Personliga rekord
| Utomhus - 400 meter – 51,60 (Nässjö, Sverige 6 augusti 2011) - 800 meter – 1.53,66 (Sollentuna, Sverige 27 augusti 2016) - 1 500 meter – 3.42,48 (Källbrinks IP, Sverige 11 juli 2020) - 3 000 meter – 8.00,81 (Hallsberg, Sverige 1 juli 2020) - 5 000 meter – 13.59,72 (Slottsskogsvallen Sverige 25 juli 2020) - 2 000 meter hinder – 5.26,93 (Zagreb, Kroatien 11 september 2022) - 3 000 meter hinder – 8.20,01 (Åbo, Finland 13 juni 2023) | Inomhus - 800 meter – 1.51,04 (Birmingham, Alabama USA 24 februari 2015) - 1 500 meter – 3.50,15 (Sätra, Sverige 3 februari 2018) - 1 engelsk mil – 4.05,82 (Ames, Iowa USA 14 februari 2015) - 1 engelsk mil – 4.07,33 (Lincoln, Nebraska USA 31 januari 2015) - 3 000 meter – 8.08,68 (Karlstad, Sverige 16 februari 2024) - 5 000 meter – 14.45,80 (Birmingham, Alabama USA 25 februari 2014) |

### Fotnoter
1. ↑  ”Karensövergångar 2008”. friidrott.se. 15 oktober 2008. Arkiverad från originalet den 10 oktober 2017. https://web.archive.org/web/20171010211853/http://www.friidrott.se/forbundsinfo/overgangar/karens08.aspx. Läst 6 februari 2017.
2. ↑  ”Stora SM 2015, dag 2”. trackandfield.se. http://www.trackandfield.se/resultat/2015/150808.htm. Läst 31 oktober 2015.
3. ↑  ”Terräng-SM 2015”. marathon.se. http://www.marathon.se/racetimer?v=%2Fsv%2Frace%2Fshow%2F2980%3Flayout%3Dmarathon. Läst 31 oktober 2015.
4. ↑  ”Stora SM 2016”. Arkiverad från originalet den 23 augusti 2017. https://web.archive.org/web/20170823210252/http://212.247.216.72/friidrott/sm16/Resultat.php. Läst 1 november 2016.
5. ↑  ”Stafett-SM 2016”. trackandfield.se. http://www.trackandfield.se/resultat/2016/160528.htm. Läst 1 november 2016.
6. ↑  ”Terräng-SM 2017, dag 1 lag”. Neptron Timer. Arkiverad från originalet den 15 augusti 2019. https://web.archive.org/web/20190815114307/http://neptrontiming-development.azurewebsites.net/#/terrangsmdag12017/teams. Läst 13 november 2017.
7. ↑  ”Stafett-SM 2017”. mai.se. http://mai.se/download/Resultatlista_Stafett-SM-2017.pdf. Läst 25 augusti 2017.
8. ↑  ”Friidrotts-SM 2019 Karlstad”. Arkiverad från originalet den 2 september 2019. https://web.archive.org/web/20190902083413/http://212.247.216.72/friidrott/sm19/result_t.php. Läst 17 september 2019.
9. ↑  ”Resultat från Racetimer - Resultat från Terräng-SM 2019”. marathon.se. https://www.marathon.se/racetimer?v=/sv/race/show/4740%3Flayout%3Dmarathon. Läst 16 oktober 2019.
10. ↑  Hedman, Jonas (12 oktober 2019). ”Seger i SM-debuten för Mohammad”. friidrott.se. Arkiverad från originalet den 6 november 2019. https://web.archive.org/web/20191106200718/http://www.friidrott.se/nyheter.aspx?id=23981. Läst 16 oktober 2019.
11. ↑  ”Resultat: Friidrotts-SM, Uppsala 14‐16.8.20”. friidrottsstatistik.se. https://www.friidrottsstatistik.se/resultsswe.php?CID=12968582&Season=2020. Läst 1 september 2020.
12. ↑  ”Resultat: SM-JSM-USM-VSM Stafett, Göteborg/S 12‐13.9.20 Stafetter”. friidrottsstatistik.se. https://www.friidrottsstatistik.se/resultsswe.php?CID=12970598&Season=2020. Läst 25 november 2020.
13. ↑  ”Resultat: Friidrotts-SM, Norrköping 5‐7.8.22”. friidrottsstatistik.se. https://www.friidrottsstatistik.se/resultsswe.php?CID=13019519&Season=2022. Läst 7 augusti 2022.
14. ↑  ”Resultat: SM-JSM-USM-VSM Stafett, Södertälje 9‐10.9.23”. friidrottsstatistik.se. https://www.friidrottsstatistik.se/resultsswe.php?CID=13047605&Season=2023. Läst 23 oktober 2023.
15. ↑  ”Resultat: SM-JSM-USM-VSM Terräng, Halmstad 21‐22.10.23 Terräng”. friidrottsstatistik.se. https://www.friidrottsstatistik.se/resultsswe.php?CID=13049634&Season=2023. Läst 29 juni 2024.
16. ↑  ”Resultat: Friidrotts-SM, Uddevalla 28‐30.6.24”. friidrottsstatistik.se. https://www.friidrottsstatistik.se/resultsswe.php?CID=13077169&Season=2024. Läst 29 juni 2024.
17. ↑  ”Resultat: SM-JSM-USM-VSM Stafett, Västerås 24‐25.5.25”. friidrottsstatistik.se. https://www.friidrottsstatistik.se/resultsswe.php?CID=13104870&Season=2025. Läst 1 augusti 2025.
18. ↑  ”Stora inne-SM 2016, resultat”. livetiming.se. Arkiverad från originalet den 24 juni 2016. https://web.archive.org/web/20160624013514/http://livetiming.se/track/ism16/. Läst 26 maj 2016.
19. 1 2 3 4 5 6 7 8 9 10 11 12 13  ”Personsida på IAAF:s webbplats” (på engelska). iaaf.org. https://www.iaaf.org/athletes/sweden/emil-blomberg-266506. Läst 3 oktober 2019.
20. ↑  ”European Athletics U20 Championships - Tallinn 2011” (på engelska). european-athletics.org. http://www.european-athletics.org/competitions/european-athletics-u20-championships/history/year=2011/results/index.html. Läst 10 november 2017.
21. ↑  ”European Athletics U23 Championships - Tampere 2013”. european-athletics.org. http://www.european-athletics.org/competitions/european-athletics-u23-championships/history/year=2013/results/index.html#. Läst 17 oktober 2017.
22. ↑  ”European Athletics Championships - Amsterdam 2016” (på engelska). european-athletics.org. http://www.european-athletics.org/competitions/european-athletics-championships/history/year=2016/results/. Läst 27 december 2016.
23. ↑  Hedman, Jonas (6 juli 2016). ”Emil är i EM-final!”. friidrott.se. Arkiverad från originalet den 8 februari 2017. https://web.archive.org/web/20170208034351/http://www.friidrott.se/nyheter.aspx?id=19723. Läst 6 februari 2017.
24. ↑  Lorenzo, Nesi (8 juli 2016). ”Emil avhakad i hinderfinalen”. friidrott.se. Arkiverad från originalet den 8 februari 2017. https://web.archive.org/web/20170208034604/http://www.friidrott.se/nyheter.aspx?id=19755. Läst 6 februari 2017.
25. ↑  ”3000 Metres Steeplechase Men IAAF World Championships London 2017 (Olympic Stadium), Great Britain & N.I. 04 Aug 2017 - 13 Aug 2017” (på engelska). iaaf.org. https://www.iaaf.org/results/iaaf-world-championships-in-athletics/2017/iaaf-world-championships-london-2017-5151/men/3000-metres-steeplechase/heats/result. Läst 14 mars 2019.
26. ↑  Hedman, Jonas (6 augusti 2017). ”Nästpers av Napoleon trots fall”. friidrott.se. Arkiverad från originalet den 16 mars 2023. https://web.archive.org/web/20230316131523/https://arkiv.friidrott.se/nyheter.aspx?id=21261. Läst 14 mars 2019.
27. 1 2 3 4 5 6 7 8 9  ”Personsida på European Athletics' webbplats” (på engelska). european-athletics.org. http://www.european-athletics.org/athletes/group=b/athlete=149840-blomberg-emil/index.html. Läst 3 oktober 2019.